# Macraspis willersi
Macraspis willersi är en skalbaggsart som beskrevs av Soula 2010. Macraspis willersi ingår i släktet Macraspis och familjen Rutelidae. Inga underarter finns listade i Catalogue of Life.